# White Russian (альбом)
White Russian — музыкальной альбом шведской джазовой певицы русского происхождения Виктории Толстой, опубликованный в 1997 году британской медиагруппой EMI.
Это третий альбом Толстой, записан после знакомства со шведским пианистом и композитором Эсбьорном Свенссоном. Альбом был выпущен джазовой фирмой грамзаписи Blue Note Records — именно Виктории Толстой была оказана честь стать первой шведской артисткой, выпустившей альбом на этой знаменитой фирме.

## Список композиций
Авторы песен Esbjörn Svensson, Viktoria Tolstoy и Micke Littwold кроме отмеченных
1. Solitary — 4:11
2. Venus & Mars (Esbjörn Svensson/Viktoria Tolstoy/Magnus Öström/Dan Berglund/Micke Littwold) — 3:40
3. My Garden (Esbjörn Svensson/Viktoria Tolstoy/Eva Svensson) — 4:13
4. I Do Care  — 3:36
5. Holy Water  — 4:45
6. Wonderful Life (Esbjörn Svensson/Micke Littwold) — 3:45
7. Invisible Changes (Esbjörn Svensson/Viktoria Tolstoy/Eva Svensson) — 2:55
8. High-Heels (Esbjörn Svensson/Viktoria Tolstoy/Eva Svensson) — 4:46
9. For Your Love — 3:47
10. Casablanca — 5:36
11. Spring — 5:00
12. My Funny Valentine (Richard Rodgers/Lorenz Hart) — 5:39
13. Solitary — 3:06

## Создатели
- Виктория Толстой — исполнитель
- Эсбьёрн Свенссон — клавишные
- Дан Берглунд — басы
- Магнус Эстрём — ударные
- Пер Йоханссон — саксофон
- Нильс Ландгрен — тромбон
- Матс Эберг — губная гармошка